# 출판

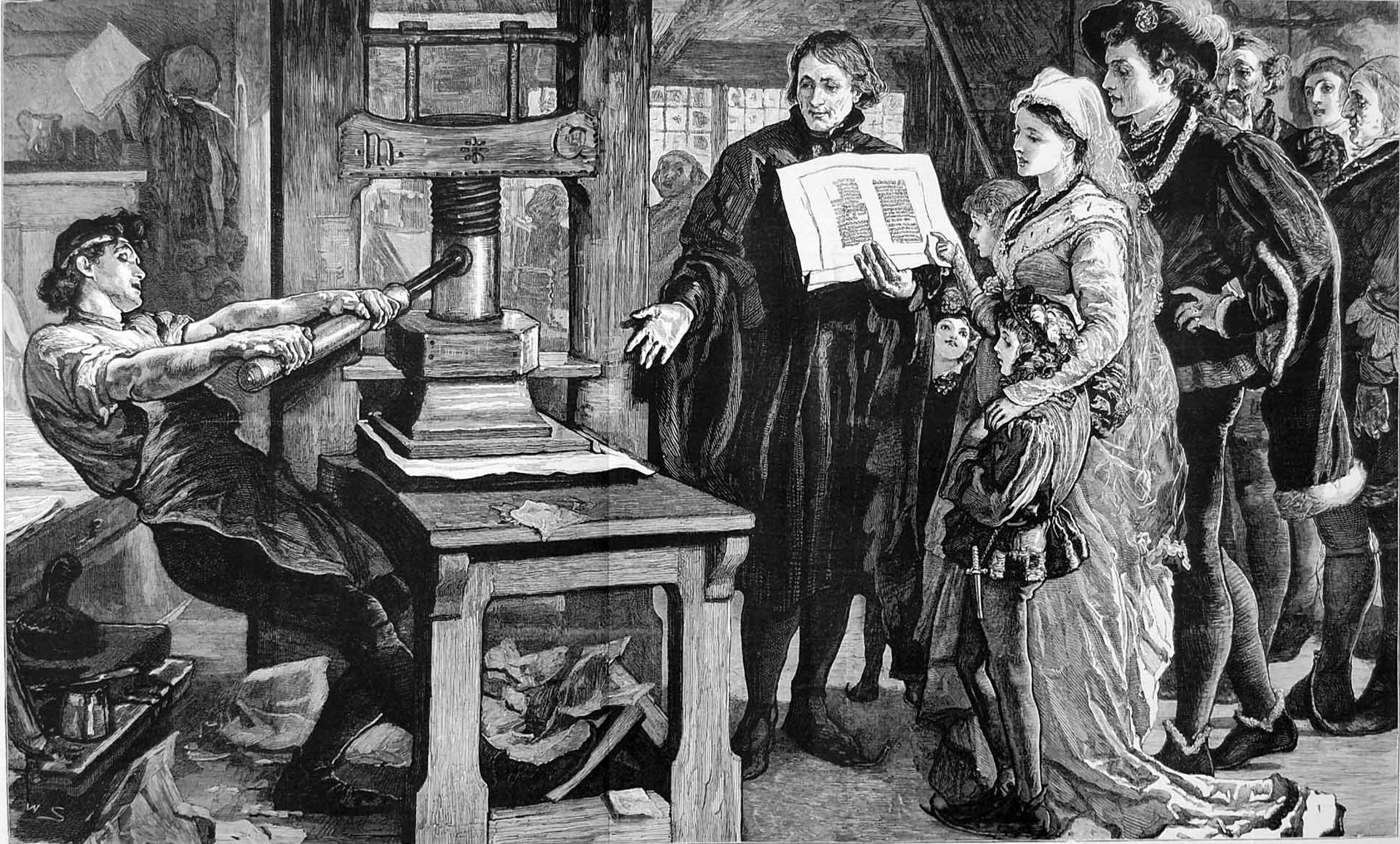

출판(出版, 영어: publishing 퍼블리싱[*])이란 판매·배포를 목적으로 문서나 도화(圖畫)를 복제해, 이를 서적이나 잡지의 형태로 발행하는 것을 말한다. 출판한 제품을 출판물이라고 하고, 출판을 전문적으로 하는 회사를 출판사라고 한다. 출판사 그 자체나, 만들어진 출판물 등을 판매하는 가게를 서점 또는 책방 이라고 한다.
출판은 일반적으로 인쇄에 의해 행해진다. 신문도 같은 방법으로 발행되지만 유통 경로가 달라 보통은 출판이라고 부르지 않고 간행(刊行)이라고 부른다. 다만, 현재 대부분의 신문사에서는 별도로 잡지, 서적의 출판도 다루고 있다. 출판은 신문이나 라디오, 텔레비전에 비해 정보 전달의 속보성 면에서 뒤떨어지고 있지만, 반면에 정확성과 축적성 면에서 뛰어난 미디어이다.
논문출판을 준비하기 전 연구원은 첫번째 단계로 어디에 출판하면 좋은지 저널선택을 한다. 올바른 저널을 찾기에 매우 많은 시간이 활용된다. 학술 연구를 발표하기 가장 좋은 저널은 논문 연구를 발표하는 목적에서 동료 평가를 거친 후 가장 적절한 일지에 결과를 전달하는 것이다. 이는 특정 연구 분야에 대한 기여도를 인정하는 데 도움이 될뿐만 아니라 연구 협력 및 보조금 기회를 제공하여 학업 경력을 향상시키는데도 도움된다.

## 출판계
서적·잡지의 매스 커뮤니케이션 현상을 커뮤니케이션 내용의 생산－유통－수용으로 나누어 생각해 볼 때, 생산부문은 출판사·인쇄 및 제본사(製本社), 유통부문은 총판(總販) 혹은 도매상 등과 서점, 수용부문은 일반독자와 독서에 관한 기관·조직·시설 등에 의해 구성되어 있다. 이와 같은 각도로 출판계를 조감(鳥瞰)하면 생산부문인 출판사에는 집필자 집단과 광고업계와 서평(書評)활동을 하는 신문 등의 매스 미디어가 관련하며 인쇄·제본사에는 제지산업이나 기계·부품(部品)회사 등이 관계하고 있다. 생산된 서적·잡지는 유통기구로서의 총판 혹은 도매상과 서점·보급소를 통해 독자에게 도달된다. 이상과 같은 각 영역 전체에서 출판계가 구성되어 있다.

## 같이 보기
- 대중 매체
- 오픈 액세스
- 공개적 퍼블리싱
- 자비출판
- 쓰기
- 많이 팔린 책 목록
- 문서 관리 시스템
- 탁상출판
- 전자 출판
- 모바일 콘텐츠